# NEUROD2
NEUROD2‏ (Neuronal differentiation 2) هوَ بروتين يُشَفر بواسطة جين NEUROD2 في الإنسان.

## الوظيفة
يُشفِّر هذا الجين عضوًا من عائلة neuroD من بروتينات الحلزون الحلقي الأساسي العصبي (bHLH). يُمكن للتعبير عن هذا الجين أن يُحفِّز النسخ من مُحفِّزات خاصة بالخلايا العصبية، مثل مُحفِّز GAP-43، الذي يحتوي على تسلسل DNA مُحدَّد يُعرف باسم E-box. يُمكن أن يُحفِّز ناتج الجين البشري التمايز العصبي في الخلايا غير العصبية في أجنة القيطم، ويُعتقد أنه يلعب دورًا في تحديد مصائر الخلايا العصبية والحفاظ عليها.

## التفاعل
لقد ثبت أن NEUROD2 يتفاعل مع بروتين كيناز N1.